# Fantomex
Fantomex (Charlie 7) es un superhéroe que aparece en los cómics estadounidenses publicados por Marvel Comics. El personaje se asocia comúnmente con los títulos de X-Men. Fantomex apareció por primera vez en New X-Men #128 (agosto de 2002) y fue creado por Grant Morrison y Igor Kordey. Inicialmente presentado como un personaje similar a Fantômas y Diabolik, más tarde se revela como un experimento escapado del Programa Arma Plus.

## Biografía ficticia

### Origen
Fantomex fue creado por el Programa Arma Plus para servir como un centinela / super- mutante contra la población de la Tierra. Arma Plus creó una población de organismos tecnoorgánicos cuyo tejido vivo se fusionó con nanotecnología centinela a nivel celular. Su madre, un miembro de esta raza, se quedó embarazada cuando fue fertilizada con nanomáquinas, dando como resultado el nacimiento de Fantomex. Al igual que el resto de su pueblo, nació y se crio en "El Mundo", un entorno artificial diseñado para crear super-centinelas, con los medios de comunicación favorables para ser cazadores de mutantes siguiendo el modelo de los dibujos animados del sábado por la mañana. Aunque su nacionalidad es técnicamente británica (ya que "El Mundo" se encontraba en Inglaterra), Fantomex afirma que fue criado en Francia con una programación imperfecta. Él ha desarrollado un sentido francés de la identidad y por lo general se le conoce con el nombre de "Jean-Phillipe".

### New X-Men
Durante su primera aparición, Fantomex busca un refugio seguro en la X-Corporation en París huyendo de las autoridades. Afirma que es un ladrón mutante con el poder de "seguir el mal camino". Sangrando profusamente por las heridas de bala, pide asilo, que el Profesor X le concede. Fantomex explica al Profesor X y Jean Grey que está siendo perseguido por ser uno de los ladrones más buscados de Europa. Ni Xavier ni Jean Grey son capaces de verificar sus afirmaciones debido a su máscara de cerámica, un dispositivo que bloquea sus sondeos mentales. Sin embargo, están de acuerdo en su ayuda, y después de escapar de los soldados que rodean el edificio, Fantomex utiliza a su nave, EVA, para llevar al Profesor X y Jean Grey a su hogar en Francia. Mientras que están allí, él les presenta a su madre y continúa describiendo su éxito como un ladrón. De hecho, le dice a los dos que él ha robado información confidencial sobre el proyecto Arma Plus, y la ofrece al Profesor Xavier por un millón de dólares. Después de presentar su propuesta, se pone en un trance hipnótico y quita las balas de su cuerpo.
Fantomex entonces conduce el Profesor Xavier y Jean Grey al Canal de la Mancha, lleno de gente y animales que Arma XII se ha convertido en esclavos sin mente. Fantomex mata Darkstar y todos los demás que están mentalmente conectados a la criatura. Después Fantomex destruye a Arma XII mediante un detonador a distancia. Después de la batalla, la máscara de cerámica Fantomex se resbala un poco y Jean Grey usa su telepatía para deducir su verdadera identidad: Fantomex es en realidad Arma XIII. Confiesa a Jean Grey que él no es el ladrón que había reclamado, pero ahora se dispuso a ganar esa reputación.
Fantomex, más tarde viaja a Afganistán en un intento de robar una lista de los más ricos comerciantes mutantes del mundo para chantajearlos. Allí se encuentra con una mutante inconsciente conocida como Dust, una ex prisionera que involuntariamente mató a sus captores al convertirse en una tormenta de arena mortal. A su salida, se encuentra con Wolverine, dejando a Dust a su cargo.
Poco después, Fantomex contacta a Wolverine y le ofrece información acerca de su misterioso pasado si él ayuda a destruir a Ultimaton, también conocido como Arma XIV, la última creación del Proyecto Arma Plus. Fantomex, Wolverine y Cíclope viajan a "El Mundo".
Los tres son derrotados por Arma XIV, que se escapa al romper las barreras de "El Mundo" y volar a la estación espacial Arma Plus. El equipo persigue su objetivo en EVA, la nave espacial biológica de Fantomex. Al llegar a la estación espacial Fantomex cumple su palabra, mostrando a Wolverine la completa base de datos de Arma Plus. Sorprendido en el aprendizaje de los terribles detalles de su pasado (incluyendo su papel en la masacre de la población total de Roanoke bajo la influencia de Arma X), Wolverine se inicia la secuencia de autodestrucción de la estación espacial. Fantomex, Cíclope y Wolverine escapan de la explosión en uno de los autobuses de la estación.
En la Tierra, Fantomex se une a Cíclope y un grupo de X-Men estudiantes en su lucha contra Xorn, que había tomado la identidad de Magneto y había reunido una nueva Hermandad de Mutantes Diabólicos y se había hecho cargo de Nueva York. Con la ayuda de Beak, Fantomex y los otros fueron capaces de irrumpir en la sede de Xorn y derrotarlo.

### Arma X y Mystique
Más tarde, Fantomex intenta localizar a John Sublime, el director de Arma Plus. Sin embargo, al examinar la tumba vacía, Fantomex encuentra una lectura de la nota, "Roanoke". Él localiza la instalación secreta del programa Arma X y la encuentra abandonado salvo por el Agent Zero. La pareja se une de mala gana y se desplaza a Roanoke, una ciudad cuyos habitantes fueron masacrados después de que Arma X desató un lavado de cerebro de Wolverine en los años anteriores. Allí, los tres encuentran a Sublime y combaten a sus U-Men. En un intento por escapar en EVA, Fantomex es derribado y dado por muerto.
Sin embargo, Fantomex logra sobrevivir y algún tiempo después se pone en contacto con el diminutivo mutante Shortpack quien busca su ayuda en el asesinato de un mutante traficante de armas, Steinbeck, en venganza por el homicidio de un agente bajo el cuidado de Shortpack. Fantomex se niega, pues no quería ser responsable por permitir que Shortpack se convierta en un asesino. Shortpack es capturado por Steinbeck poco después, y se encuentra con la metamorfo Mystique, una agente doble, tanto para Xavier, como para Shepard. A pesar de despreciarlo después de un encuentro pasado en Madagascar, Mystique se une a Fantomex en Monte Carlo. Pero Fantomex descubre su intención de asesinar a Xavier. A cambio de su silencio, Fantomex ofrece a Mystique trabajar para él. Después de que ella regrese con los bienes robados (entre ellos un traje de Spider-Man), Mystique infecta tanto a Fantomex como a EVA con un virus tecno-orgánico, aparentemente matándolos a ambos. Pero todo es un plan. Fantomex después reaparece y ayuda a Mystique a captur a Shepard, dándole acceso a Steinbeck, quien finalmente derrota.

### Nación X
Durante su mandato como líder de HAMMER, Norman Osborn trata de tomar el control de "El Mundo" y sus creaciones. Wolverine y Noh-Varr tratan de detener a Norman Osborn, pero pronto son atacados por un gran ejército de creaciones de Arma Plus infectadas por Allgod (Arma XVI), la religión viva. Noh-Varr es rescatado por Fantomex y combaten a Allgod. Inmediatamente después de esto, los tres derrotan al ejército invasor de Osborn de Deathloks. Fantomex a continuación, utiliza un rayo reductor que robó al Doctor Doom para reducir a "El Mundo" y cuidarlo.
Poco después Fantomex es contratado por una joven mutante que buscar un rebelde Predator X que acecha mutantes debajo de New York. Después de lidiar con el Predator X, Fantomex y EVA ayudan a Wolverine, Psylocke y Coloso, que piden su ayuda para derrotar a los creadores de Predator X.
Fantomex permanece con los X-Men en Utopía y es visto más tarde en San Francisco luchando junto a los X-Men contra Bastion. Una vez que la batalla ha terminado, se une en secreto a una nueva encarnación de Fuerza-X, junto a Wolverine, Arcángel, Psylocke y Deadpool.

### X-Force
La primera misión del nuevo equipo es asesinar a Apocalipsis, renacido en la forma de un niño adoctrinado por el Clan Akkaba en su base lunar. Después de derrotar a los Jinetes de Apocalipsis, nadie en el equipo puede reunir el valor para matar a un niño. Cuando el grupo decide llevar al niño con ellos y reeducarlo, Fantomex dispara un tiro en la cabeza del niño, aparentemente matándolo.
Poco después, Fantomex descubre una presencia que se hace llamar Arma Infinito, que ha comenzado la manipulación de la corriente temporal en "El Mundo". Después de una batalla contra Arma Infinito, se revela que en realidad Fantomex ha clonado al niño Apocalipsis para ver si el niño podría llegar a ser un héroe si era criado como un hombre bueno.
Fantomex más tarde es secuestrado por Capitán Britania y su hermano Jamie Braddock que le tildan de ser una amenaza dimensional y lo llevan a otro mundo, donde recibe una sentencia judicial interdimensional. Él es rescatado por su compañera de equipo, Psylocke, que se vuelve contra sus hermanos. Juntos se encuentran con Skinless Man y su equipo, una encarnación futura corrupta de Psylocke y sus hermanos Capitán Britania y Jamie Braddock. Skinless Man trató de consumir el multiverso.
Cuando Psylocke es capturada por la Hermandad de Mutantes Diabólicos, Fantomex se sacrifica para salvarla. Es capturado y muerto cuando Skinless Man le corta el corazón. Con su conexión con EVA cortada, se cree que ella muere también. Ella sobrevive, sin embargo, y toma una forma humanoide.

## Poderes
Fantomex puede crear ilusiones extremadamente realistas. También tiene un sistema nervioso externo denominado "EVA". "EVA" ha mencionado que salió de su boca durante su tiempo en "El Mundo", y se convirtió en un platillo volador tecno-orgánico. La relación entre EVA y Fantomex es simbiótica. Junto con esta relación simbiótica, Fantomex está vinculada a EVA a través de la telepatía. Él puede ver a través del punto de vista de EVA y puede tomar el control de su movimiento. Sin embargo, esto requiere concentración de parte de Fantomex. Además, EVA, como un ser biomecánico, puede cambiar la forma de su cuerpo en una variedad de formas, volar y generar descargas de energía para ser usados como armas. Fantomex contiene varios cerebros para pensar paralela e independientemente, así como sangre nano-activa. Los nanos en su cerebro le impiden creer en algo más grande que él, como dioses o seres sobrenaturales.
Él posee una mayor fuerza, velocidad, agilidad, destreza, reflejos y reacciones, coordinación, el equilibrio y resistencia. Fantomex también es capaz de registrar las frecuencias más allá del rango de audición de los seres humanos normales. En una ocasión se menciona un factor de curación.
Está dotado de tres cerebros distintos, lo que le permite sobrevivir a heridas graves en la cabeza ya que sus cerebros secundarios pueden hacerse cargo. 
Fantomex también puede entrar en un estado de trance y realizar tareas cruciales como la realización de cirugías en sí mismo. En este estado, también puede recuperarse más rápido mientras está en el agua. Es experto en leer el lenguaje corporal de los demás. Es muy hábil combatiente y maestro de técnicas de ocultación. 
Su máscara de cerámica bloquea la telepatía. Esto permite que su mente permanezca completamente impermeable a la lectura, incluso frente a los telépatas más poderosos del Universo Marvel (Profesor X, Psylocke, Emma Frost y Jean Grey).

## Inspiración
El personaje de Fantomex fue creado por Grant Morrison basándose en el personaje ficticio francés Fantômas y en Diabolik.

## Otras versiones

### Ha llegado el mañana
En este futuro alterno, Fantomex es miembro de los de los X-Men, que incluyen a Wolverine, Tito Bohusk Jr. (nieto de Beak), Tom Skylark y su centinela conocido como Rover, las Stepford Cuckoos, Martha Johansson y la reformada Cassandra Nova como su líder.

### X-Men: El Fin
En este final ficticio, Fantomex es pareja sentimental de X-23.

## En otros medios

### Videojuegos
- Fantomex aparece en el final de Deadpool en el juego Ultimate Marvel vs. Capcom 3
- Fantomex aparece en el juego para Facebook Marvel: Avengers Alliance
- Fantomex aparece en el juego para dispositivos móviles Marvel Future Fight